# Kanton Shushufindi
Der Kanton Shushufindi befindet sich in der Provinz Sucumbíos im Nordosten von Ecuador. Er besitzt eine Fläche von 2470 km². Im Jahr 2022 lag die Einwohnerzahl bei rund 50.800. Verwaltungssitz des Kantons ist die Kleinstadt Shushufindi mit 16.355 Einwohnern (Stand 2010). Der Kanton Shushufindi wurde am 7. August 1984 gegründet.

## Lage
Der Kanton Shushufindi befindet sich im Süden der Provinz Sucumbíos. Das Gebiet liegt im Amazonastiefland. Der Kanton erstreckt sich zwischen den Flussläufen von Río Aguarico im Norden und Río Napo im Süden. Entlang der westlichen Kantonsgrenze fließt der Río Jivino und dessen linker Quellfluss Río Jivino Verde.
Der Kanton Shushufindi grenzt im Norden an die Kantone Lago Agrio und Cuyabeno, im Südosten an den Kanton Aguarico, im zentralen Süden an den Kanton Francisco de Orellana sowie im Westen an den Kanton La Joya de los Sachas. Die drei zuletzt genannten Kantone gehören zur Provinz Orellana.

## Verwaltungsgliederung
Der Kanton Shushufindi ist in die Parroquia urbana („städtisches Kirchspiel“)
- Shushufindi

und in die Parroquias rurales („ländliches Kirchspiel“)
- Limoncocha
- Pañacocha
- San Pedro de los Cofanes
- San Roque
- Siete de Julio

gegliedert.

## Geschichte
Entwicklung der Einwohnerzahl im Kanton Shushufindi bei landesweiten Volkszählungen zum jeweiligen Gebietsstand:
| Jahr                    | Einwohner | +/-    |
| ----------------------- | --------- | ------ |
| 1990                    | 18.977    | –      |
| 2001                    | 32.184    | 69,6 % |
| 2010                    | 44.328    | 37,7 % |
| 2022                    | 50.826    | 14,7 % |
| Datenherkunft: Wikidata |           |        |

## Ökologie
Im Süden des Kantons befindet sich die Reserva Biológica Limoncocha. Im Osten liegt das Schutzgebiet Bosque Protector Pañacocha.